# Lisa Barsotti
Lisa Barsotti (Collesalvetti, siglo XX) es una física italiana que se desempeña como científica investigadora en el Instituto Kavli del Instituto de Tecnología de Massachusetts.

## Biografía
Obtuvo su doctorado en la Universidad de Pisa en 2006 con una tesis titulada El control del interferómetro Virgo para la detección de ondas gravitacionales y se mudó a Estados Unidos en 2007 para trabajar en el Observatorio de ondas gravitacionales con interferómetro láser (LIGO).
Participó en el descubrimiento de ondas gravitacionales reportado en 2016. Actualmente investiga tecnología para mejorar la detección de ondas gravitacionales y dirigió una actualización a LIGO en 2017.
Fue elegida miembro de la Sociedad Estadounidense de Física en 2018 por su "liderazgo extraordinario en la puesta en servicio de los detectores LIGO avanzados, la mejora de su sensibilidad mediante la implementación de luz comprimida y la mejora del funcionamiento de la red de detectores de ondas gravitacionales mediante la planificación de ejecución conjunta entre LIGO y Virgo".
En 2019 fue galardonada con el Breakthrough Prize in Fundamental Physics y Premio Capperuccio de la ciudad de Livorno.

## Publicaciones seleccionadas
- Abbott, B. P. et al. (11 de febrero de 2016). «Observation of Gravitational Waves from a Binary Black Hole Merger». Physical Review Letters 116 (6): 061102. Bibcode:2016PhRvL.116f1102A. PMID 26918975. arXiv:1602.03837. doi:10.1103/PhysRevLett.116.061102.
- Aasi, J. et al. (9 de abril de 2015). «Advanced LIGO». Classical and Quantum Gravity 32 (7): 074001. Bibcode:2015CQGra..32g4001L. arXiv:1411.4547. doi:10.1088/0264-9381/32/7/074001.
- Abbott, B. P. et al. (15 de junio de 2016). «GW151226: Observation of Gravitational Waves from a 22-Solar-Mass Binary Black Hole Coalescence». Physical Review Letters 116 (24): 241103. Bibcode:2016PhRvL.116x1103A. PMID 27367379. arXiv:1606.04855. doi:10.1103/PhysRevLett.116.241103.
- Barsotti, Lisa (2014). «Quantum Noise Reduction in the LIGO Gravitational Wave Interferometer with Squeezed States of Light». Cleo: 2014: AW3P.4. ISBN 978-1-55752-999-2. doi:10.1364/CLEO_AT.2014.AW3P.4.